# The Promise You Made
Singles de Cock Robin
When Your Heart Is Weak
(1985) Thought You Were On My Side
(1986)
The Promise You Made est une chanson du groupe américain Cock Robin, parue sur son premier album auquel elle donne son nom. Elle est sortie en tant que deuxième single de l'album en novembre 1985 aux États-Unis et en février 1986 en Europe, où le single devient un grand succès. Elle est écrite et composée par le membre fondateur du groupe, Peter Kingsbery.

## Composition
La chanson fait référence aux vœux de mariage. Contrairement au single précédant, When Your Heart Is Weak, Peter Kingsbery chante la chanson avec Anna LaCazio. Le titre original a une durée de lecture d'environ 3 minutes et 54 secondes.

## Historique
The Promise You Made a été enregistré en 1984. Elle est d'abord sortie en single en novembre 1985 aux États-Unis, avant de sortir le 14 février 1986 en Europe. La chanson est devenue l'un des plus grands succès du groupe en Europe et particulièrement en Europe continentale, atteignant le numéro un des classements aux Pays-Bas et en Belgique et le top 5 en France au cours de l'année 1986.

## Crédits
Cock Robin
- Peter Kingsbery – chant principal, claviers, basse, programmation de synthétiseur
- Anna LaCazio – chant principal et synthétiseur Casio
- Louis Molino III – batterie, percussions et chœurs
- Clive Wright – guitares, synthétiseur Roland GR-300

Musiciens supplémentaires
- Paulinho da Costa – percussions
- Pat Mastelotto – percussions
- Arno Lucas – percussions
- Paul Fox – programmation de synthétiseur

## Classements et certifications
| Classement (1986)                      | Meilleure position |
| -------------------------------------- | ------------------ |
| Allemagne de l'Ouest (Media Control)   | 6                  |
| Belgique (Flandre Ultratop 50 Singles) | 1                  |
| Europe (Eurochart Hot 100)             | 6                  |
| France (SNEP)                          | 4                  |
| Irlande (IRMA)                         | 11                 |
| Italie (Musica e dischi)               | 18                 |
| Pays-Bas (Nederlandse Top 40)          | 1                  |
| Pays-Bas (Nationale Hitparade)         | 2                  |
| Royaume-Uni (UK Singles Chart)         | 28                 |
| Suisse (Schweizer Hitparade)           | 7                  |

| Classement (1986)              | Position |
| ------------------------------ | -------- |
| Allemagne (Media Control)      | 29       |
| Belgique (Flandre Ultratop 50) | 17       |
| Europe (Eurochart Hot 100)     | 11       |
| France (IFOP)                  | 23       |
| Pays-Bas (Nederlandse Top 40)  | 8        |
| Pays-Bas (Single Top 100)      | 10       |

### Certifications
| Pays                                                                    | Certification | Ventes certifiées |
| ----------------------------------------------------------------------- | ------------- | ----------------- |
| France (SNEP)                                                           | Argent        | 250 000*          |
| Pays-Bas (NVPI)                                                         | Platine       | 100 000^          |
| ^Mise en rayon selon la certification xNon précisé par la certification |               |                   |

## Version de Kate Ryan
Singles de Kate Ryan
Only If I
(2004) Goodbye
(2004)
La chanteuse belge Kate Ryan a enregistré une reprise de The Promise You Made, ainsi qu'une version en français, La Promesse, sorties en single en 2004. Les paroles françaises ont été écrites par Jo Lemaire. Le single est sorti aux États-Unis le 13 septembre 2005, où il a atteint la 13e place du classement Billboard Hot Dance Singles Sales.

### Classements hebdomadaires
| Classement (2004–05)                    | Meilleure position |
| --------------------------------------- | ------------------ |
| Allemagne (GfK Entertainment)           | 19                 |
| Autriche (Ö3 Austria Top 40)            | 21                 |
| Belgique (Flandre Ultratop 50 Singles)  | 8                  |
| Belgique (Wallonie Ultratop 50 Singles) | 35                 |
| Espagne (PROMUSICAE)                    | 18                 |
| États-Unis (Hot Dance Singles)          | 13                 |
| Hongrie (Mahasz)                        | 16                 |
| Pologne (ZPAV)                          | 5                  |
| Suisse (Schweizer Hitparade)            | 50                 |

## Autres reprises
En 1997, le chanteur allemand Chris Roberts a enregistré une version en langue allemande avec sa femme, Claudia Roberts, intitulée Ich will nicht, daß wir uns verlier'n, à la suite de leur mariage. Une version a également été enregistrée dans la langue originale anglaise, mais n'a jamais été publiée.
En 2008, Julio Iglesias Jr reprend la chanson dans une version en espagnol sous le titre Promete decir la verdad.